# Interporto di Bologna
           L'interporto di Bologna è una struttura di scambio per trasporti intermodali, tipicamente strada-rotaia, che sorge nel territorio di Bentivoglio. L'interporto è fornito di una stazione ferroviaria da dove, dopo le opportune manovre di carico dei container dagli autocarri sugli appositi carri ferroviari portacontainer, i treni vengono inviati nelle diverse direzioni. I treni partono così nella forma di treno completo e non sono soggetti a manovre intermedie fra le stazioni di partenza e di arrivo. I tempi di consegna delle merci sono quindi ridotti al minimo.
Viceversa, lo scarico dei container dai carri ferroviari e il relativo carico su autocarri permette una veloce distribuzione delle merci a distanza relativamente contenute nell'hinterland locale.
Il collegamento autostradale è assicurato dal casello "Bologna Interporto" sull'Autostrada A13, Bologna-Padova e dalla strada Provinciale 44 "Galliera".
Il collegamento ferroviario avviene tramite le due stazioni R.F.I. di San Giorgio di Piano (telecomandata dalla stazione San Pietro in Casale) per arrivi e partenze lato Padova; il collegamento verso sud è dato dalla stazione R.F.I. di Castel Maggiore che da qualche anno, con il quadruplicamento della tratta Bologna Corticella-Castelmaggiore, smista anche i treni nella linea di Cintura da dove possono essere diretti in tutte le linee afferenti Bologna
L'interporto di Bologna presenta una superficie di circa 3.000.000 di metri quadrati. 650.000 metri quadrati sono utilizzati per gli impianti di Mercitalia. Sono previsti allargamenti per un'area complessiva di altri 1.100.000 circa.
Oltre agli uffici delle imprese di trasporto nazionali ed internazionali sono disponibili: dogana, magazzini generali, una stazione di servizio per carburante e lavaggio autocarri, ufficio postale, ristorazione self service e bar. Di un certo interesse il completo cablaggio con fibre ottiche e la curiosità dell'installazione di una webcam che mostra l'ingresso stradale.